# Apha strix
Apha strix är en fjärilsart som beskrevs av Felix Bryk 1944. Apha strix ingår i släktet Apha och familjen Eupterotidae. Inga underarter finns listade i Catalogue of Life.